# Limburg op het Regio Songfestival
Limburg is een Nederlandse provincie en kan hierdoor deelnemen aan het Regio Songfestival.
De provincie neemt al deel aan het festival sinds de start ervan in 2023 en heeft sindsdien aan alle edities deelgenomen. Eenmaal werd het festival door Limburg gewonnen; dat gebeurde in 2023, tijdens de eerste editie, met 't Letste rundje van Emmy Ackermans. De Limburgse inzending wordt ieder jaar geselecteerd door middel van een preselectie.

## Geschiedenis
In 2023 werd het eerste Regio Songfestival georganiseerd in Utrecht. De eerste deelnemer voor Limburg werd Emmy Ackermans, met het liedje 't Letste rundje. Zij wist in de preselectie de overige vijf finalisten te verslaan nadat ze eerste eindigde bij de jury's en tweede bij de televoting. In Utrecht nam Limburg een goede start en stond het derde nadat alle jurypunten verdeeld waren. Ook bij de televoters eindigde Limburg derde, maar omdat deze punten erg verschillend waren met die van de jury's, eindigde Limburg toch bovenaan. Met 177 punten had Ackermans maar vijf punten meer dan Noord-Brabant, Overijssel en Groningen die elk 172 punten verzamelden.
In 2024 werd het Regio Songfestival voor de eerste keer in Limburg georganiseerd. Dit naar aanleiding van de Limburgse overwinning in de vorige editie. Maxime x Glyn werd de winnaar van de Limburgse finale en mocht de gastprovincie vertegenwoordigen met het liedje Oceaan, waarmee het duo tiende werd.

## Limburgse deelnames
| Jaar | Artiest        | Lied             | Plaats | Punten | Taal                   |
| ---- | -------------- | ---------------- | ------ | ------ | ---------------------- |
| 2023 | Emmy Ackermans | 't Letste rundje | 1      | 177    | Nederlands en Limburgs |
| 2024 | Maxime x Glyn  | Oceaan           | 10     | 81     | Nederlands             |
| 2025 |                |                  |        |        |                        |

| Kleur | Betekenis      |
| ----- | -------------- |
|       | Eerste plaats  |
|       | Tweede plaats  |
|       | Derde plaats   |
|       | Laatste plaats |
|       | Gastprovincie  |

## Twaalf punten
(Een vetgedrukte editie betekent dat die regio die editie won.)
| Aantal | Land          | Edities |
| ------ | ------------- | ------- |
| 1      | Noord-Holland | 2024    |
| 1      | Utrecht       | 2023    |

| Aantal | Land          | Edities |
| ------ | ------------- | ------- |
| 1      | Noord-Brabant | 2023    |
| 1      | Utrecht       | 2023    |
| 1      | West          | 2023    |

## Festivals in Limburg
| Jaar | Plaats     | Zaal                     | Presentatoren                                         |
| ---- | ---------- | ------------------------ | ----------------------------------------------------- |
| 2024 | Maastricht | Theater aan het Vrijthof | Lex Uiting, Yaël Camille Weijenberg en Bas van Mulken |

Drenthe · Flevoland · Friesland · Gelderland · Groningen · Limburg · Noord-Brabant · Noord-Holland · Overijssel · Rijnmond · Utrecht · West · Zeeland